# 羅大綱
羅大綱（1804年—1855年）原叫羅亞旺或是阿旺，廣東潮州揭阳县西门外蓝田都上阳乡寨内（今丰顺县的汤南镇新楼种玉上围/上围古寨）人；太平天國早年名將，勇猛善戰，初舟運職業，識人頗廣並加入三合會。
羅大綱、張國梁（花名大頭羊）和田芳（大鯉魚）三人原來在大湟江口為水賊。張國梁到金田見拜上帝會之人不甚強壯，非是立事之人，故未投之，後投清朝向榮。
金田起義後，加入金田太平軍。在太平軍攻武漢、南京皆立戰功；定都天京後率部隨林凤祥攻克镇江及扬州，驻守镇江，數次击败湘軍水师。1854年驻守安庆，出兵攻占江西饶州府（今鄱陽縣），且与石達開同增援九江，戰勝湘军，三克武昌。1855年守九江湖口。8月，在芜湖战鬥時受伤，10月收兵回天京，傷重不治，当月逝於天京；历任殿左五拾点、冬官正丞相等职，歿後贈「察天義」，後追封为「奋王」。

## 張國樑拜把兄弟
- 根據李秀成被曾國藩擒獲後，自我作供寫成的《忠王李秀成自述》中記載有：－『金田會集……。此時尚在家，入營之后，羅大綱談及底細，故而寫入。到金田，有大頭羊（張釗外號）、大鯉魚（田芳外號）、羅大綱三人在大湟江口為賊，即入金田投軍。該大頭羊到金田見拜上帝之人不甚強壯，非是立事之人，故未投也，后投清朝向提台（向榮）。至羅大綱与大頭羊兩不相和，后羅大綱投之。』

- 羅亞旺與「大頭羊」張國樑原同伙為賊，亞旺為基督教教義吸引，改名羅大綱且從此成為虔誠基督教徒。張到金田見拜上帝之人不甚強壯，未有加入，後改投清軍。張國樑累績戰功成「江南大營」提督。